# Turretot
Turretot is een gemeente in het Franse departement Seine-Maritime (regio Normandië) en telt 1518 inwoners (2011). De plaats maakt deel uit van het arrondissement Le Havre.

## Geografie
De oppervlakte van Turretot bedraagt 6,1 km², de bevolkingsdichtheid is 215,6 inwoners per km².

## Verkeer en vervoer
In de gemeente lag het sinds lang gesloten spoorwegstation Turretot.
De onderstaande kaart toont de ligging van Turretot met de belangrijkste infrastructuur en aangrenzende gemeenten.

## Demografie
Onderstaande figuur toont het verloop van het inwonertal (bron: INSEE-tellingen).